# Can Maimó (el Papiol)
Can Maimó és una obra del Papiol (Baix Llobregat) inclosa a l'Inventari del Patrimoni Arquitectònic de Catalunya.

## Descripció
Edifici aïllat, de planta rectangular, amb tres crugies, pis i golfes. La composició manté una forma simètrica creada a partir dels buits de la façana. La porta d'accés està solucionada en arc de mig punt, i la resta d'obertures són de llinda i ornades amb pedra picada. Trobem imbricacions, cornisa i campanar d'espadanya amb campana. A la façana principal hi ha un rellotge de sol del segle xviii. A l'oest de la masia hi ha la casa dels masovers i d'altres dependències envoltades per una tanca que té l'accés a manera de portal adovellat.